# Alan Cisnero
Alan Cisnero (31 de marzo de 2004; Río Colorado, Tucumán, Argentina) es un futbolista argentino que juega como volante ofensivo en San Martín de Tucumán, de la Primera Nacional.

## Trayectoria
Surgido de las inferiores de San Martín de Tucumán, Cisnero fue promovido al primer equipo por Diego Flores para realizar la pretemporada con el plantel superior en enero de 2024. Su primera convocatoria fue el 28 de septiembre del mismo año, y una semana después, se dio su debut profesional, cuando a los 29 minutos del complemento, remplazó a Leonardo Monje, en la victoria 1 a 0 frente a Patronato, por la fecha 35 del Campeonato de Primera Nacional 2024.

## Estadísticas

### Clubes
Actualizado de acuerdo al último partido jugado el 6 de julio de 2025.
| Club                     | Div.          | Temporada     | Liga  | Liga  | Liga   | Copas nacionales | Copas nacionales | Copas nacionales | Torneos internacionales | Torneos internacionales | Torneos internacionales | Total | Total | Total  |
| Club                     | Div.          | Temporada     | Part. | Goles | Asist. | Part.            | Goles            | Asist.           | Part.                   | Goles                   | Asist.                  | Part. | Goles | Asist. |
| ------------------------ | ------------- | ------------- | ----- | ----- | ------ | ---------------- | ---------------- | ---------------- | ----------------------- | ----------------------- | ----------------------- | ----- | ----- | ------ |
| San Martín (T) Argentina | 2.ª           | 2024          | 1     | 0     | 0      | —                | —                | —                | —                       | —                       | —                       | 1     | 0     | 0      |
| San Martín (T) Argentina | 2.ª           | 2025          | 7     | 0     | 0      | —                | —                | —                | —                       | —                       | —                       | 7     | 0     | 0      |
| San Martín (T) Argentina | Total club    | Total club    | 8     | 0     | 0      | 0                | 0                | 0                | 0                       | 0                       | 0                       | 8     | 0     | 0      |
| Total carrera            | Total carrera | Total carrera | 8     | 0     | 0      | 0                | 0                | 0                | 0                       | 0                       | 0                       | 8     | 0     | 0      |
| 1. 2.                    |               |               |       |       |        |                  |                  |                  |                         |                         |                         |       |       |        |